# Heksacen
Heksacen, C26H16 – organiczny związek chemiczny, skondensowany, policykliczny węglowodór aromatyczny zbudowany z sześciu pierścieni benzenowych.
Jest bardzo reaktywnym związkiem, niestabilnym w temperaturze pokojowej, zwłaszcza w roztworze.